# Tinta xinesa

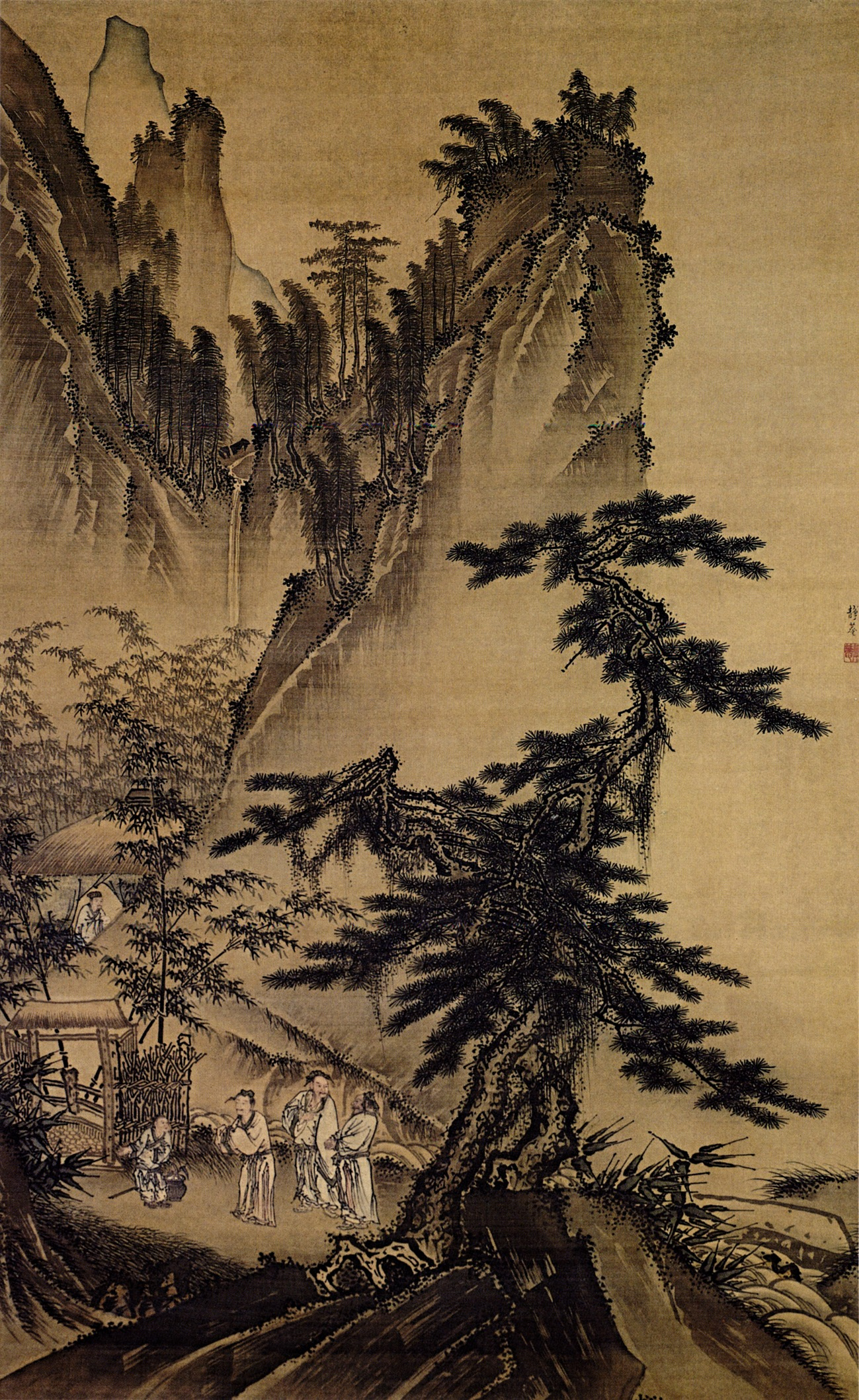
Dibuix amb tinta xinesa

La tinta xinesa és una tinta d'invenció xinesa utilitzada principalment a la cal·ligrafia xinesa i japonesa, així com a la pintura xinesa. Al Japó, posteriorment, a l'era Muromachi durant el segle xiv es va realitzar la pintura monocromàtica en tinta, la qual posseïa una profunda influència de la cultura xinesa i que va ser promoguda principalment pels monjos zen mitjançant la tècnica sumi-e.
Es compon de carbó de fusta, o de pinyol d'alguns fruits, molts molt finament, que es compacten amb algun tipus de goma amb base aquosa, com resines vegetals o alguns extractes animals. Amb el carbó molt i la goma, es formen unes barres petites amb forma de lingot que es premsen i es deixen assecar fins a assolir una consistència completament sòlida. Aquesta tinta, en estat sòlid, pot durar anys o segles sense perdre les seves propietats.
La qualitat de la tinta depèn de molts factors, com la fusta de la qual prové el carbó, el premsatge, la goma utilitzada, el temps que té, etc., i existeixen des de barres molt barates fins a peces de col·leccionista. La tinta sol ésser negra, encara que també es pot barrejar amb colorants per a aconseguir tintes d'altres colors.
Per a preparar tinta líquida a partir d'aquestes barres, cal fregar-les amb una pedra rugosa especialment dissenyada per a aquest efecte anomenada en japonès 硯 (suzuri). Aquestes pedres, de diverses formes i aspectes, tenen totes en comú que estan compostes d'un material rugós i tenen una cavitat. En general, les pedres d'origen xinès tenen forma còncava amb la part més baixa al centre, i les japoneses acostumen a ser majoritàriament planes amb un dels extrems cap avall.
Cal vessar una mica d'aigua sobre la pedra i llavors s'hi frega la barra, de manera que sempre estigui humida. El continu fregament sobre la pedra amb l'aigua va desfent a poc a poc la tinta, que queda dissolta a l'aigua que s'acumula a la cavitat. Es pot continuar aquest procés fins que la tinta adquireixi la densitat convenient, però en general sol durar pocs minuts. La tinta líquida ja preparada s'asseca amb facilitat i no convé deixar que s'assequi sobre la pedra o sobre el pinzell.
Durant el renaixement es feia la tinta amb unes petites excrescències que surten als roures quan reben una picada de la «vespa de la gal·la», que conté àcid gàl·lic i àcid tànnic. Aquestes gal·les es desfeien en aigua i junt amb una solució de sulfat ferrós produïen un líquid de color gris que en usar-lo s'enfosquia i adquiria un to bru fosc, encara que mai no arribava al negre total.
Actualment també es poden aconseguir pots de tinta xinesa ja preparada, molt densa, que es pot fer servir directament o dissoldre amb una mica d'aigua.